# Studio Paravan
Studio Paravan var en svensk kulturförening, grundad 1952 av Torbjörn Thörngren och Karl-Axel Häglund. Föreningen, med sitt säte på Bergsgatan 7 i Göteborg, hade sitt fokus på experimentell lyrik, musik och konst. Föreningen gav bland annat ut Paravan: tidskrift för ord, bild och tondiktning vilken kom ut i 10 nummer mellan åren 1952 och 1957. Utöver föreningens båda grundare så fungerade även Roland Adlerberth under en period som tidskriftens redaktör. De fem första numren var stencilerade medan övriga fem var tryckta, klammerhäftade i tabloidformat. Tidskriften innehöll skönlitterära bidrag, illustrationer, tolkningar av utländsk lyrik, sammanfattningar över utländska tidskrifter och ofta bilagor i form av litografier eller nottryck. 
Den 14 februari 1957 organiserade Paravan en konsert med Rune Lindblad, Sven-Eric Johanson och Bruno Epstein i Folkets hus i Göteborg. Detta var den första konserten i Sverige med elektronisk och konkret musik.
Samma år gav Paravan ut 45-varvs-EP:n Concert 57, på etiketten Paravan Synton, med Rune Lindblads komposition Satellit 60 och Bruno Epsteins kompositioner Essay III och IV. Precis som med konserten så var denna skiva den första svenska skivan med elektronisk och konkret musik.